# 東梅多 (紐約州)
東梅多（英語：East Meadow）是位於美國紐約州拿騷縣的普查規定居民點。

## 人口
根據2020年美國人口普查的數據，東梅多的面積為16.39平方千米，當中陸地面積為16.32平方千米，而水域面積為0.06平方千米。當地共有人口37796人，而人口密度為每平方千米2,306.04人。